# Ырысты
Ырысты (каз. Ырысты, до 2000 года — Ленино) — село в Мактааральском районе Туркестанской области Казахстана. Входит в состав сельского округа Жолдабая. Код КАТО — 514473400.

## Население
В 1999 году население села составляло 800 человек (416 мужчин и 384 женщины). По данным переписи 2009 года, в селе проживало 1005 человек (508 мужчин и 497 женщин).